# Volyňští Češi

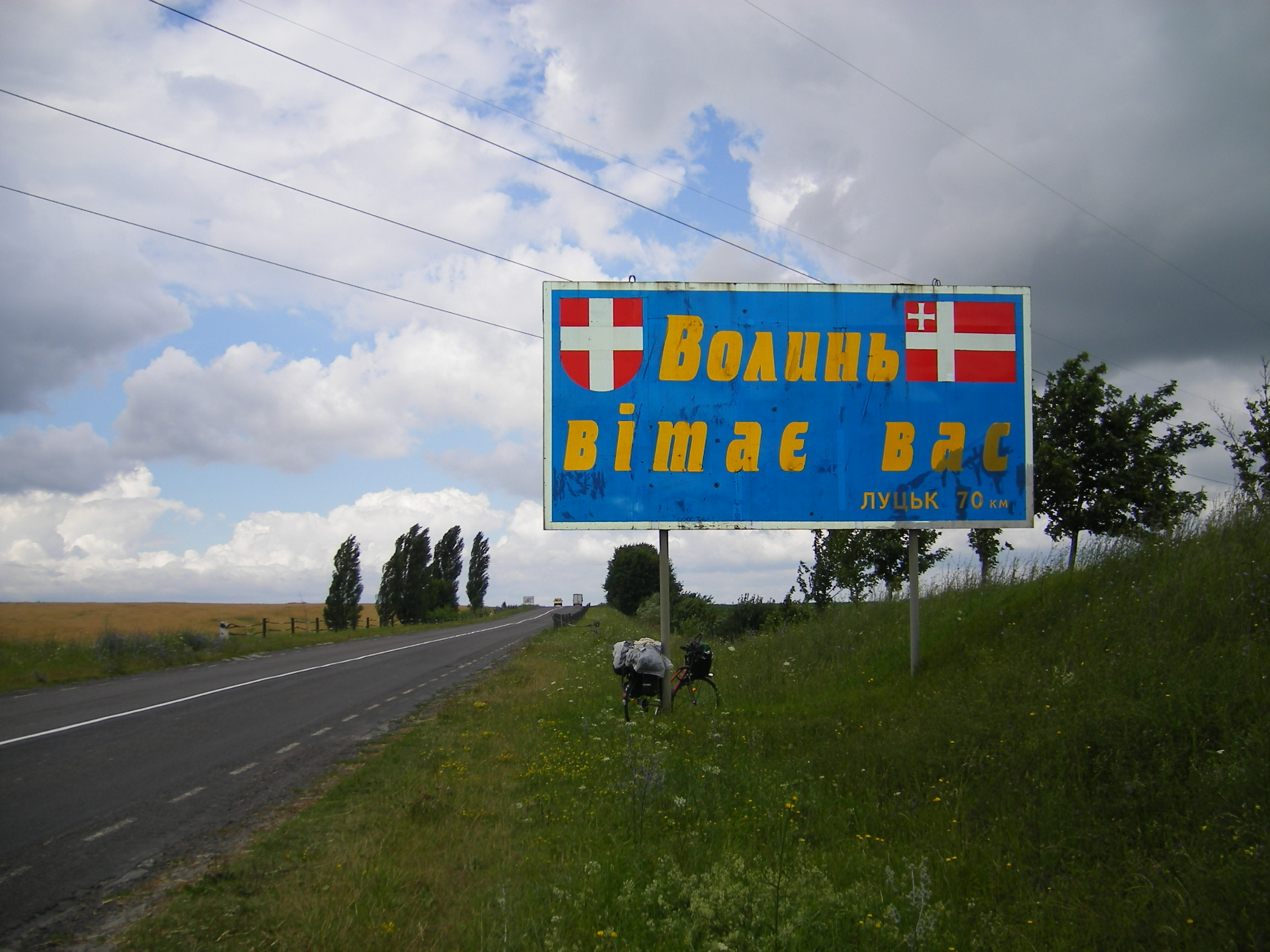
Billboard „Volyň Vás vítá!“

Volyňští Češi jsou etničtí Češi či jejich potomci usazení od druhé poloviny 19. století ve Volyni. V letech 1868 až 1880 odešlo z Rakouska-Uherska do carského Ruska téměř 16 tisíc Čechů. Důvodem jejich odchodu byly těžké životní podmínky v českých zemích a zvěsti o prosperitě v ruské říši, kde bylo velké množství nevyužité zemědělské půdy. Carská vláda lákala nové přistěhovalce řadou výhod, kterými bylo právo na koupi (levné) půdy a zakládání výrobních podniků, právo na národní školství, na vlastní samosprávu a náboženskou svobodu. Přistěhovalci byli osvobozeni na dobu 20 let od daní a zproštěni vojenské povinnosti. Převážná část Čechů se usadila ve volyňských újezdech Rovno, Dubno, Luck, Žitomír, Ostroh a další. Některé vesnice byly zakládány „na zelené louce“, jiné se nacházely při ukrajinských vesnicích, kde tvořily místní části s původním názvem vesnice, který byl doplněn přídomkem „český“ (např. České Noviny, Český Malín, Český Boratín, Český Straklov atd.) Kromě zemědělství se začali čeští přistěhovalci zabývat i dalšími činnostmi, jako byl průmysl, obchod a řemesla. Českým kapitálem byly založeny strojírny, pivovary, mlýny, cementárny, apod. V obcích byly zakládány školy, kostely, knihovny, vzkvétal kulturní a spolkový život. Čeští přistěhovalci podstatnou mírou přispěli ke zvýšení hospodářské a kulturní úrovně v osazených územích.

## Historie

### Emigrace do Ruska
V roce 1863 se prvních sedmnáct českých rodin přestěhovalo na Volyň, kde v újezdu Dubno založily českou osadu s názvem Luthardovka. V květnu 1867 odcestovala česká delegace v čele s Františkem Palackým do Moskvy, aby se přihlásila k myšlence slovanské jednoty. Car nepodpořil české národní hnutí, ale vznikla podpora české emigrace do Ruska. Již 25. února 1868 byla v Národních listech uveřejněna zpráva, že je možno ve Volyňské gubernii, pouhých 8 mil od rakouské hranice, kupovat menší i větší statky. Na rozdíl od emigrace do Ameriky se vystěhovalcům kromě úrodné půdy slibovalo zachování české národnosti.
Dne 24. května 1868 dorazila skupina čtrnácti vystěhovalců na Volyň, kde skupovala neobdělávanou půdu polských velkostatkářů, která byla desetkrát levnější jak v jejich domovině. Od šlechtice Weselowského bylo zakoupeno 1638 hektarů půdy, na nich do konce roku 1868 začalo hospodařit 126 českých rodin, které založily jednu z prvních českých osad Hlinsko. V průběhu roku 1869 se přistěhovalo dalších 449 rodin, které se staly zakladateli osad Mirohošť a Jezírko v újezdě Dubno. Někteří přistěhovalci se také usazovali v ukrajinských obcích.
Roku 1871 byl od polského velkostatkáře Kazimira Sliwinského vykoupen zrušený statek Malín a pozemky byly rozprodány českým vystěhovalcům ze Žatecka, Rakovnicka a Lounska. Vznikla tak jedna z nejznámějších českých osad Český Malín.

### První světová válka
Po vypuknutí první světové války bojovali volyňští Češi jako příslušníci ruské armády v tzv. České družině, která se později stala zárodkem československých legií v Rusku. Po sovětsko-polské válce, která skončila roku 1921 porážkou Rudé armády, byla Volyň rozdělena. Její západní část připadla Polsku, východní část zůstala Ukrajině, resp. Sovětskému svazu. Zatímco české vsi na polské straně se postupně obnovovaly a modernizovaly, obyvatelstvo vesnic na Ukrajině se stalo obětí násilnické národnostní politiky sovětské vlády. Bylo omezováno české školství, kultura i náboženství, lidé přicházeli o majetek, byly násilně zakládány kolchozy. Represe se dotýkaly zejména české inteligence, ale nevyhnuly se žádné složce obyvatelstva. Mnoho volyňských Čechů bylo odsouzeno k trestu smrti nebo skončilo v nechvalně proslulých sovětských táborech – gulazích. Roku 1938 byl vydán úplný zákaz vyučování českého jazyka. Od druhé poloviny 30. let nastaly problémy i českým osadníkům na polské straně. V Polsku byla hlásána protičeská propaganda, která vyústila v požadavky polského obyvatelstva na likvidaci českého školství či na odejmutí půdy českým rolníkům.

### Druhá světová válka

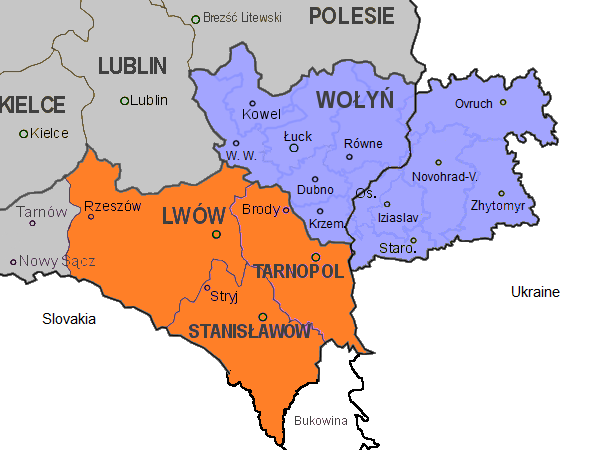
Volyň v roce 1939

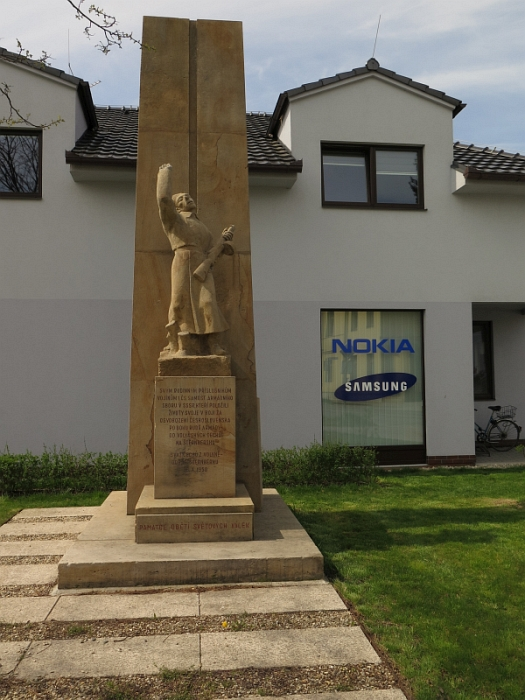
Pomník padlým volyňským Čechům v Uničově

Když roku 1939 Sovětský svaz obsadil východ Polska a anektoval západní území, která do roku 1920 patřila Ukrajině a Bělorusku, došlo k opětovnému sloučení obou částí Volyně. Ta však byla roku 1941 okupována nacistickým Německem. V červenci 1942 byl zformován 1. československý samostatný polní prapor. V roce 1943 potom vznikla 1. československá samostatná brigáda, která čítala 3 517 vojáků. Volyňští muži, kteří bojovali v řadách Rudé armády, ale i ti, kteří pobývali v sovětském zajetí, se do těchto jednotek hlásili. Někteří z nich dokonce odešli bojovat i do čs. jednotek v západní Evropě. Situace volyňských Čechů, žijících ve vesnicích pod německou okupační správou, se mnoho nezměnila. Represálie Sovětů byly nahrazeny násilím ze strany Organizace ukrajinských nacionalistů, ale zejména terorem nacistů, kteří na Ukrajině vypálili několik set obcí a masakrovali tamní obyvatelstvo. Dne 13. července 1943 byla Němci přepadena a vypálena obec Český Malín, přičemž lidé včetně starců, žen a dětí byli upáleni v budovách zaživa. Celkem se jednalo o 374 osob. Na podzim téhož roku byla nacisty vyvražděna další česká obec Michna-Serhiivka. V březnu 1944 byla do střediska volyňských Čechů Rovna přemístěna 1. československá samostatná brigáda, která prováděla nábor mezi bývalými krajany. Do čs. vojska se přihlásilo kolem 12 tisíc volyňských Čechů vč. šesti stovek žen. Díky tomu se z brigády stal První československý armádní sbor, který prošel bojovou cestu až do Prahy.

### Květen 1945 – repatriace a reemigrace

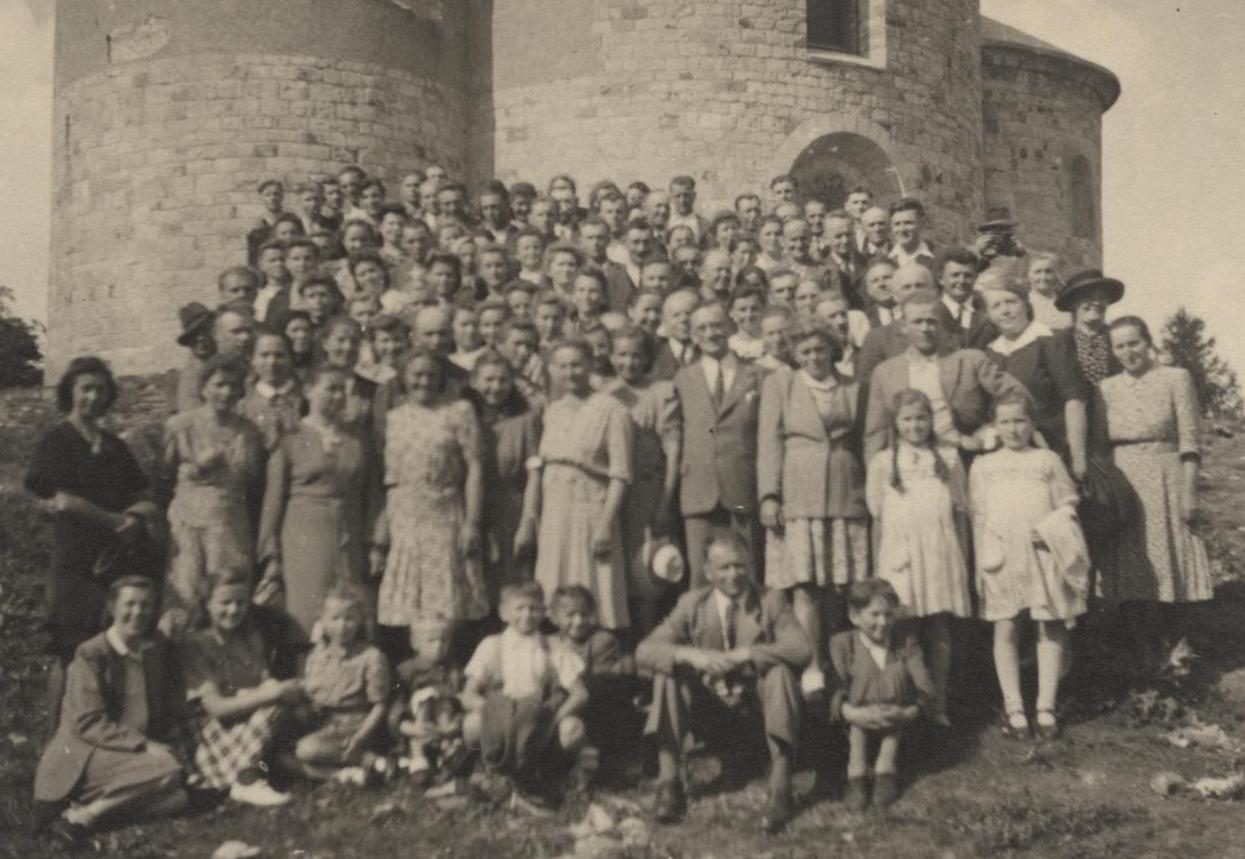
Repatrianti z Volyně u rotundy na Řípu v roce 1947

Po osvobození Československa zůstali volyňští Češi, kteří byli příslušníky čs. armády, dislokováni v Žatci. Po válce se otevřely dveře repatriaci volyňských Čechů do Československa na základě mezistátní dohody. První transport byl v Žatci uvítán počátkem roku 1947, přičemž do Československa začali přijíždět nejen ti, kteří žili v SSSR, ale i ti, kteří se vraceli z nucených prací na bývalém území Třetí říše. Celkem se jednalo o zhruba 40 tisíc osob. Většina z nich byla usídlena na území, která byli nuceni opustit sudetští Němci. Mnoho volyňských Čechů podávalo informace o skutečném životě v Sovětském svazu, varovalo před zakládáním kolchozů apod. Po nástupu komunistického režimu v Československu roku 1948 byli tito lidé perzekvováni. Někteří volyňští Češi zůstali v Sovětském svazu i po skončení druhé světové války. Z těch, kteří se nevrátili, byla převážná část z tzv. smíšených manželství. Převážně se jednalo o ženu, jejíž manžel byl Ukrajinec. Ostatní zůstali z vlastních rozhodnutí.
Za sovětské éry byli nejvíce postiženi jadernou havárií v Černobylu roku 1986. Na konci 80. let žilo na Ukrajině ještě deset tisíc Čechů. Na počátku 90. let pozvalo Československo tyto potomky krajanů k návratu do České republiky, čehož roku 1993 využilo téměř 2 000 osob, další lidé přišli do Česka v pozdějších letech. Mezi potomky volyňských Čechů žijících na Ukrajině je o návrat do Česka stále ještě zájem.
V roce 2014 po revoluci na Ukrajině a obsazení Krymu Ruskem projevili někteří volyňští Češi z Žytomyrské oblasti zájem o navrácení do původní vlasti.